# Esplugabous
L'esplugabous (espulgabou o garsa blanca a les Balears) (Ardea ibis; syn: Bubulcus ibis) és una espècie d'ocell de la família dels ardèids. El seu plomatge és de color blanc i d'alçada pot arribar als 52 cm. La seva aparença és de cos compacte, potes grises, bec de color groc i coll bastant curt (pel que fa a la família a la qual pertany), que sovint du recollit. És una espècie que en els últims anys s'ha estès cap al nord i que hiverna a Catalunya des dels anys setanta. Fins fa ben poc, aquesta espècie era difícil de veure fora del seu hàbitat natural (aiguamolls i albuferes), però en els últims anys el podem veure en pastures, conreus llaurats...
Nom vernacle al Delta del Llobregat: Espurgabous, escurabous

## Hàbitat
Tot i que l'hàbitat dels ardèids són les zones humides, l'esplugabous és, de la família, el menys aquàtic. Es troba principalment en pastures, arrossars, conreus llaurats i canals, sovint associat a ramats de bous, vaques o altres animals.

## Distribució
L'esplugabous ha experimentat un dels creixements més ràpids naturals de qualsevol espècie d'ocell. Era originàriament nadiu de les parts meridionals de la península Ibèrica, Àfrica tropical i subtropical i Àsia tropical i subtropical humida. Al final del segle xix, va començar a ampliar la seva distribució a Àfrica meridional; el primer albirament d'un exemplar d'aquesta espècie a la província del Cap (Sud-àfrica) va ser el 1908. Els primers esplugabous van ser vistos a Amèrica entre la Guayana i Suriname el 1877, volant pel que sembla a través de l'oceà Atlàntic. L'espècie va arribar a Nord-amèrica el 1941 (tot i que aquestes primeres vistes van ser descartades originàriament per ser exemplars alliberats pels humans), més tard va ser vist criant a Florida l'any 1953, i, també per primera vegada al Canadà el 1962. Ara fins i tot se n'ha vist a l'oest, concretament a Califòrnia. Els primers exemplars van ser vistos a Cuba el 1957, a Costa Rica el 1958, i a Mèxic el 1963, encara que probablement es va establir abans d'això. A Europa, l'espècie havia disminuït històricament a Espanya i Portugal, però en l'última part del segle xx va augmentar significativament a la península Ibèrica, i després va començar a colonitzar altres parts d'Europa; França meridional el 1958, nord de França el 1981 i Itàlia el 1985. Al Regne Unit, va ser registrat criant per primera vegada el 2008, només un any després d'una afluència considerada del 2007. El 2008, l'esplugabous també es va traslladar a Irlanda per primera vegada. A Austràlia va començar a arribar als anys 40, amb l'espècie establint-se al nord d'aquest continent. Va començar a visitar regularment Nova Zelanda als anys 60. El 1948, l'esplugabous era un resident permanent a Israel i Palestina. Abans de 1948 era solament un visitant hivernal.
L'esplugabous va començar a viure amb els búfals d'aigua d'Àfrica, després va acompanyar animals domèstics, especialment les vaques i bous i s'ha estès per tot el món acompanyant els éssers humans i els seus animals domesticats. Adaptat originàriament a una relació comensal amb els herbívors grossos, va canviar fàcilment al bestiar i als cavalls domesticats. Moltes poblacions d'esplugabous són migratòries i això ha ajudat a l'espècie a estendre's per tot el planeta. L'espècie fins s'ha vist en diverses illes sub-Antàrtiques, incloent-hi Geòrgia del Sud, l'illa de Marion, les illes de Sandwich del sud i les illes d'Orkney del Sud. Una petita bandada de vuit ocells també va ser vista a les illes Fiji el 2008. A més de l'extensió natural, l'esplugabous s'ha introduït en algunes àrees. L'espècie va ser introduïda a Hawaii el 1959, i a l'arxipèlag de Chagos el 1955. També a les Seychelles i les illes Rodrigues (oceà Índic), però les temptatives d'introduir l'espècie a l'Illa Maurici van fallar. Uns exemplars també van ser alliberats pel zoo de Whipsnadea, Anglaterra, però l'espècie mai va establir-se, fins al 2008.
Als llocs on els van introduir, ho van fer per combatre plagues del bestiar, ja que aquests ocells mengen paràsits dels animals que segueixen.

## Alimentació
L'alimentació depèn de l'hàbitat. En zones humides, s'alimenta de granotes i petits peixos mentre que en pastures i conreus els coleòpters, ortòpters i altres invertebrats formen part de la seva dieta. També menja paràsits, com ara paparres o puces de les vaques i/o animals als quals segueix a la recerca d'aliments, menjant a la vegada insectes que els animals espanten mentre van caminant i pasturant.

## Reproducció
En època de reproducció i festeig, les plomes de l'esplugabous (principalment en cap i pit) agafen una coloració groguenca molt característica, igual que les potes, que també s'aclareixen. Nia en colònies, en arbres i arbusts prop de llacs i rius, barrejat sovint amb altres espècies de martinets i fins i tot amb el bernat pescaire. Comencen a niar a partir de l'abril.

## Taxonomia
L'esplugabous va ser descrit per primera vegada l'any 1758 per Linné en la seva obra Systema naturae com a Ardea ibis, però Charles Lucien Bonaparte el va traslladar al gènere Bubulcus el 1855. Tanmateix, els dos membres d'aquest gènere foren traslladats de nou a Ardea basant-se en els resultats d'un estudi filogenètic molecular publicat el 2023, que trobà que estaven estretament emparentats amb els mebres d'Ardea.